# Isla Babase
Isla Babase es una isla de las Islas Feni en Papúa Nueva Guinea, ubicada al este de Nueva Irlanda. Consta de un estratovolcán y un domo de lava, unidos por un istmo.